# Astragalus hamzaoglui
Astragalus hamzaoglui es una especie de planta del género Astragalus, de la familia de las leguminosas, orden Fabales.

## Distribución
Astragalus hamzaoglui se distribuye por Turquía.

## Taxonomía
Fue descrita científicamente por Ketenoglu & Menemen. Fue publicada en Ann. Bot. Fenn. 40(1): 59 (2003).